# 小玉紫泉
小玉 紫泉（こだま しせん、1952年6月5日 - ）は、京都の先染め織物である西陣織製織部門の女性伝統工芸士。

## 人物
大阪府に生まれる。自らデザインした洋服を売るのが夢であったが、西陣への移住を機に西陣織の世界に入る。
2年の爪掻き本つづれ織の修行を経て独立（小玉紫泉つづれ織工房）、作家の道へすすむ。17年間の独自研究を重ね、立体感をもたせた独創的な作風を確立した。1987年には西陣織工業組合帯地部会長賞を受賞し、その後も多くの賞を受賞。1997年度に伝統工芸士に認定、2016年には京の名工、2022年には現代の名工として表彰されている。
西陣爪掻本綴織の帯だけでなく、名画や風景を織った額作品やタペストリーなどを製作。仏国パリ市にて展示会や着物ショーの開催、米国ハワイ州にて講演するなど国際的な活動も行っている。
2019年株式会社織匠小玉を設立。
主な役職歴として以下がある。
- 西陣織工業組合理事：2004年 - 2007年、2016年 - 2022年3月
- 伝統工芸士・女性の会会長：2015年 - 2018年
- 京都綴会会長：2018年 - 2020年、2022年 - 現在

## 主な賞歴
- 1994年　本つづれ秀作発表会通産省生活局長賞・技術賞・伊勢丹賞「月影」
- 1995年　本つづれ秀作発表会通産省生活局長賞・技術賞「動」
- 2006年　西陣織大会文部科学大臣賞「すかし窓　透月」
- 2007年　西陣織大会文部科学大臣賞「絽つづれ　夏風船」
- 2009年　西陣織大会文部科学大臣賞「絽つづれ　爽」
- 2019年　西陣織大会近畿経済産業局長賞「枝垂れ桜」
- 2019年　京都綴会秀作展西陣織工業組合理事長賞　織額「暁のアンコールワット」
- 2020年　京都綴会秀作展京都市長賞「宇宙船より」

## 掲載雑誌・書籍
- 佐藤徹郎『美の匠たち―女性伝統工芸士の世界』工作舎、2001年8月1日。
- 立松和平『伝統工芸、女性の匠たち』祥伝社、2007年10月23日。

## 主な出演番組
- TVドラマ「花ちりめん」にて指導と手の出演（讀賣テレビ放送、1989年）
- 京都四季彩（KBS京都、1997年）
- 趣味Do楽（NHK Eテレ、2013年）
- ごきげんライフスタイル よ〜いドン!（関西テレビ、2017年）
- 京都知新（毎日放送、2017年）
- 京都ぶらり歴史探訪（BS朝日、2019年）
- ぶらり途中下車の旅（日本テレビ、2019年）